# Конкурс молодых музыкантов «Евровидение-2004»
12-й конкурс Евровидение для молодых музыкантов 2004 прошёл 27 мая 2004 года в Центре культуры и конгрессов города Люцерн (Швейцария). В конкурсе приняло участие 7 стран — столько же, сколько и в 2002 году. Сербия и Черногория сняла заявку, а ряд стран вернулись. Швейцарским вещателям SRG SSR по просьбе ЕВС помогло провести конкурс Радио Ватикана. ЕВС пытался вернуть на конкурс Данию, Латвию и Финляндию.
Участникам аккомпанировал Люцернский симфонический оркестр под управлением Кристиана Арминга. Впервые дирижёр и конферансье выступали в одном лице.

## Участники

### Музыканты, уже участвовавшие в конкурсе ранее

#### Выступавшие как полноценные музыканты
- Кипр: Андреас Иоаннидес (Евровидение для молодых музыкантов 2002 — не прошёл в финал)
- Норвегия: Вильде Франг Бьярке (Евровидение для молодых музыкантов 2002 — не прошла в финал)

### Полуфинал
| Страна         | Представитель              | Инструмент | Результат |
| -------------- | -------------------------- | ---------- | --------- |
| Австрия        | Александра Сумм            | Скрипка    | Финалист  |
| Бельгия        | Филипп Иванов              | Фортепиано | —         |
| Великобритания | Никола Бенедетти           | Скрипка    | —         |
| Германия       | Корюн Асатрян              | Саксофон   | Финалист  |
| Греция         | Джоан Гайтани              | Скрипка    | —         |
| Дания          | Неизвестно                 | Неизвестно | —         |
| Италия         | Неизвестно                 | Неизвестно | —         |
| Латвия         | Неизвестно                 | Неизвестно | —         |
| Нидерланды     | Фелисия ван ден Энд        | Флейта     | —         |
| Норвегия       | Вильде Франг Бьярке        | Скрипка    | Финалист  |
| Польша         | Агнешка Гжибовска          | Маримба    | Финалист  |
| Кипр           | Андреас Иоаннидес          | Фортепиано | —         |
| Россия         | Динара Наджафова (Клинтон) | Фортепиано | Финалист  |
| Румыния        | Диана Елена Яаис           | Скрипка    | —         |
| Словения       | Марина Голджа              | Маримба    | —         |
| Финляндия      | Туомас Лехто               | Виолончель | —         |
| Хорватия       | Каяна Пачко                | Виолончель | —         |
| Швейцария      | Джулиано Зоммерхальдер     | Труба      | Финалист  |
| Швеция         | Андрей Пауэр               | Скрипка    | —         |
| Эстония        | Яан Капп                   | Фортепиано | Финалист  |

### Финал
| № | Страна    | Участник                   | Инструмент | Произведение (Композитор)                                   | Результат    |
| - | --------- | -------------------------- | ---------- | ----------------------------------------------------------- | ------------ |
| 1 | Австрия   | Александра Сумм            | Скрипка    | Violin Concerto No.1 (1st Movement) (Никколо Паганини)      | Победитель   |
| 2 | Германия  | Корюн Асатрян              | Саксофон   | Pequeña Czarda (Педро Итурральде)                           | Второе место |
| 3 | Россия    | Динара Наджафова (Клинтон) | Фортепиано | Piano Concerto No.2 (3rd Movement) (Камиль Сен-Санс)        | Третье место |
| 4 | Польша    | Агнешка Гжибовска          | Маримба    | Concerto for Marimba and Strings (Ней Розауро)              | —            |
| 5 | Эстония   | Яан Капп                   | Фортепиано | Piano Concerto No.2 (3rd Movement) (Сергей Рахманинов)      | —            |
| 6 | Швейцария | Джулиано Зоммерхальдер     | Труба      | Trumpet concerto No.2 (2nd and 3rd movement) (Андре Жоливе) | —            |
| 7 | Норвегия  | Вильде Франг Бьярке        | Скрипка    | Violin Concerto (3rd movement) (Ян Сибелиус)                | —            |